# HD154783
HD154783 — хімічно пекулярна зоря спектрального класу A4, що має видиму зоряну величину в смузі V приблизно  5,9.
Вона  розташована на відстані близько 267,1 світлових років від Сонця.